# Петрикани (Ботошани)
Петрикани (рум. Petricani) насеље је у Румунији у округу Ботошани у општини Савени. Oпштина се налази на надморској висини од 91 m.

## Становништво
Према подацима из 2002. године у насељу је живело 689 становника, од којих су сви румунске националности.